# Liberty Records
Liberty Records — американський лейбл звукозапису, створений 1955 року.

## Історія лейблу
Засновником компанії був американець єврейського походження Саймон Варонкер. Він народився в Лос-Анджелесі, навчався в США та Франції, а перед Другою світовою війною опинився в Німеччині, звідки повернувся до США. З 1939 по 1955 роки він жив в Лос-Анджелесі і працював в компанії 20th Century Fox.
1955 року Саймон (Сай) Варонкер залишив кінокомпанію і почав власний бізнес, створивши  звукозаписувальну компанію Liberty Records. Одним з перших успіхів лейблу був колектив «Елвін та бурундуки», створений Девідом Севіллом. Його «учасниками» були вигадані персонажі, бурундуки Елвін, Саймон та Теодор, названі на честь керівників лейблу Liberty Records Елвіна Беннетта, Саймона Варонкерта та Теодораа Кіпа. Серед інших відомих виконавців лейбла — Едді Кокран, Джонні Бернетт, Боббі Ві, Джим Макденіелс, Фетс Доміно, Рікі Нельсон, гурти Jan and Dean та Canned Heat. Протягом 1950-1960-х років частиною Liberty Records стали лейбли Pacific, Imperial та Blue Note.
1969 року Liberty Records викупила компанія Transamerica Corporation, об'єднавши з іншим власним лейблом United Artists, і через декілька років лейбл Liberty перестав використовуватися. 1978 року всі дочірні лейбли, серед яких United Artists, Liberty, Imperial, Minit та Sunset, було перепродано EMI/Capitol. EMI відроджували торгівельну марку Liberty декілька разів, зокрема, протягом 1990-х років, коли головною зіркою лейблу став кантрі-виконавець Гарт Брукс.